# Freiheitsentziehungssache
Freiheitsentziehungssache ist im deutschen Recht eine Angelegenheit der freiwilligen Gerichtsbarkeit, die seit 1. September 2009 im Buch 7: Verfahren in Freiheitsentziehungssachen (§ 415 bis § 432) des FamFG geregelt ist.

## Begriff
§ 415 Abs. 1 FamFG definiert Freiheitsentziehungssachen als „Verfahren, die die auf Grund von Bundesrecht angeordnete Freiheitsentziehung betreffen, soweit das Verfahren bundesrechtlich nicht abweichend geregelt ist“. Eine solche abweichende bundesgesetzliche Regelung ist insbesondere die Strafprozessordnung (StPO).
Eine Freiheitsentziehung liegt gem. § 415 Abs. 2 FamFG vor, „wenn einer Person gegen ihren Willen oder im Zustand der Willenlosigkeit insbesondere in einer abgeschlossenen Einrichtung, wie einem Gewahrsamsraum oder einem abgeschlossenen Teil eines Krankenhauses die Freiheit entzogen wird“.
Die Einführung des Oberbegriffs „abgeschlossene Einrichtung“ trat 2009 an die Stelle des bisherigen § 2  Abs. 1 FrhEntzG, in dem die Unterbringung „in einer Justizvollzugsanstalt, einem Haftraum, einer abgeschlossenen Verwahranstalt, einer abgeschlossenen Anstalt der Fürsorge, einer abgeschlossenen Krankenanstalt oder einem abgeschlossenen Teil einer Krankenanstalt“ aufgeführt wearen. Mit dem Verzicht auf die Aufzählung dieser zum Teil veralteten Begrifflichkeiten und der Einführung des  Oberbegriffs „abgeschlossene Einrichtung“ waren Änderungen in der praktischen Anwendung aber nicht beabsichtigt. Zur Klarstellung werden zwei typische abgeschlossene Einrichtungen genannt: der Gewahrsamsraum und der abgeschlossene Teil eines Krankenhauses.

## Anwendungsfälle
Ein praktisch wichtiger Anwendungsfall ist die Abschiebungshaft gem. § 62, § 106 Abs. 2 AufenthG.
Gem. § 30 IfSG kann die zwangsweise Unterbringung in einem abgeschlossenen Krankenhaus oder einem abgeschlossenen Teil eines Krankenhauses von Personen abgeordnet werden, die an Lungenpest oder an von Mensch zu Mensch übertragbarem hämorrhagischem Fieber erkrankt oder dessen verdächtig sind (Quarantäne). Für das Verfahren verweist § 30 Abs. 2 Satz 4 IfSG auf §§ 415 ff. FamFG.
Soweit Bundesrecht erlaubt, eine Person in Gewahrsam zu nehmen (§ 39 BPolG, § 57 BKAG), sind §§ 415 FamFG unmittelbar anwendbar. Das gilt jedoch nicht für den Polizeigewahrsam aufgrund landesgesetzlicher Regelung. Denn Freiheitsentziehungssachen im Sinne des § 415 FamFG sind nur Verfahren, die eine aufgrund von Bundesrecht angeordnete Freiheitsentziehung betreffen, soweit das Verfahren bundesrechtlich nicht abweichend geregelt ist. Die Vorschriften über das Verfahren in Freiheitsentziehungssachen sind jedoch entsprechend anwendbar im Fall einer ausdrücklichen  Verweisung im Landesrecht. § 181 Absatz 5 LVwG SH verweist beispielsweise explizit dorthin, welches beim Festhalten zwecks Identitätsfeststellung § 428 FamFG, vormals § 13 FEVG zur Anwendung bringt.
Die gerichtliche Genehmigung oder Anordnung einer freiheitsentziehenden Unterbringung oder einer ärztlichen Zwangsmaßnahme sind als Unterbringungssachen in §§ 312 ff. FamfG speziell geregelt.

## Verfahren
Das FamFG regelt im Einzelnen die örtliche Zuständigkeit (§ 416), das Antragserfordernis (§ 417), die notwendigen Beteiligten (§ 418), die Bestellung eines Verfahrenspflegers (§ 419), das Gebot der Anhörung (§ 420) sowie den Inhalt, die Bekanntgabe und Wirksamkeit von Beschlüssen, deren Anfechtbarkeit, Aussetzung und Aufhebung und die Möglichkeit einer einstweiligen Anordnung (§ 427).